# Hospital de Baza
El Hospital de Baza es un centro hospitalario gestionado por el Servicio Andaluz de Salud, ubicado en el municipio español de Baza.
Además de las funciones sanitarias propias del centro, desarrolla tareas docentes y de investigación en estrecha colaboración con la Universidad de Granada. 

Mapa sanitario de la provincia

## Área de influencia
Dentro del Sistema Sanitario Público de Andalucía, está catalogado como hospital comarcal y cubre la atención médica especializada del Área Sanitaria Nordeste de Granada, que comprende los municipios de Baza, Benamaurel, Guadix, Huéscar, Marquesado, Pedro Martínez y Purullena.

## Cartera de servicios (2009)
Los servicios clínicos que ofrece el hospital tienen una estructura flexible, que se va adaptando a las necesidades de la población a la que presta atención sanitaria. Actualmente incluye una serie de procedimientos diagnósticos y terapéuticos, dentro de las siguientes Unidades clínicas:
Unidades de gestión clínica
- Cirugía general y aparato digestivo
- Cuidados críticos y urgencias
- Farmacia hospitalaria
- Laboratorio
- Obstetricia y ginecología (unidad de reproducción asistida)
- Oftalmología
- Pediatría
- Salud Mental
- Traumatología y aparato locomotor

Servicios médicos quirúrgicos
- Aparato digestivo
- Cardiología
- Dermatología
- Medicina interna
- Oncología médica
- Neumología
- Unidad de dolor y cuidados paliativos
- Urología
- Otorrinolaringología
- Hospital de día quirúrgico

Servicios de diagnóstico
- Anatomía patológica
- Bioquímica
- Hematología
- Microbiología
- Radiodiagnóstico

Unidades de apoyo clínico
- Documentación y archivo de historias clínicas
- Esterilización
- Medicina preventiva
- Terapia ocupacional

Unidad de formación
- Unidad de formación continuada
- Unidad de calidad, investigación y gestión del conocimiento
- Biblioteca

## Datos básicos de funcionamiento
Personal
El personal del hospital, a 31 de diciembre de 2009 estaba constituido por un total de 681 profesionales, entre los que destacan: 107 facultativos, 362 personas en enfermería y 207 trabajadores como personal no sanitario.
Infraestructura
- Unidades clínicas: 5
- Camas: 166
- Quirófanos: 5
- Consultas: 42

Equipamiento
- Salas de rayos X: 5
- Ecógrafos: 7
- Telemandos: 1
- TAC: 1

Actividad
- Ingresos: 5866
- Urgencias: 61 435
- Consultas: 112 095

Intervenciones quirúrgicas
- Programadas: 1065
- Urgentes: 974
- Cirugía ambulatoria: 1576
- Nacimientos: 593